# Катіравелі (Грама Ніладхарі)
Грама Ніладхарі Катіравелі (№ 213) — Грама Ніладхарі підрозділу ОС Північний Коралай-Патту, округ Баттікалоа, Східна провінція, Шрі-Ланка.

## Демографія
| Населення (2007) | Населення (2007) | Населення (2007) | Населення (2007) | Населення (2007) |
| Населення        | Чоловіки         | Жінки            | Діти             | Дорослі          |
| ---------------- | ---------------- | ---------------- | ---------------- | ---------------- |
| 2287             | 1160             | 1127             | 1112             | 1175             |